# جیانگ یی یان
جیانگ یی یان (انگلیسی: Jiang Yiyan؛ زادهٔ ۱۱ سپتامبر ۱۹۸۳) بازیگر و خواننده اهل چین است. وی از سال ۱۹۹۹ میلادی تاکنون مشغول فعالیت بوده است. از فیلم‌ها یا برنامه‌های تلویزیونی که وی در آن نقش داشته است می‌توان به حکمرانی ظالمان اشاره کرد.